# رؤیای تورا-سان به حقیقت پیوست
رؤیای تورا سان به حقیقت پیوست (انگلیسی: Tora-san's Dream-Come-True) یک فیلم کمدی ژاپنی محصول ۱۹۷۲ به کارگردانی یوجی یامادا است. این فیلم دهم فیلم از مجموعه محبوب و طولانی‌مدت اوتوکو وا تسورای یو است. کیوشی آتسومی در نقش «توراجیرو کوروما» (تورا-سان) و کائورو یاچیگوسا در این فیلم به عنوان «علاقه عشقی توراسان» («مدونا») با نام «چیو شیمورا» ظاهر می‌شود.

## خلاصه
هنگامی که تورا سان برای ملاقات با خانواده اش برمی گردد، با تعجب متوجه می‌شود که یک استاد متکبر اتاقش را اشغال کرده‌است. پروفسور و تورا سان برای محبت «چیو شیمورا» رقیب یکدیگر می‌شوند.

## ارزیابی انتقادی
یوجی یامادا جایزه بهترین کارگردان را در جایزه فیلم ماینیچی برای رؤیای تورا-سان به حقیقت پیوست و اثر بعدی مجموعه، فراموشم نکن تورا-سان (۱۹۷۳) دریافت کرد. استوارت گالبریت چهارم می‌نویسد که فیلم اثرگذار است و سکانس‌های سرگرم‌کننده دارد، اما به دلیل شخصیت پروفسور که بیش از حد دلقک به نظر می‌رسد، رنج می‌برد. یکی از نکات قابل توجه فیلم، به گفته گالبریث، بازی بازیگر و کارگردان مطرح کینویو تاناکا است. سایت آلمانی زبان molodezhnaja به این فیلم سه ستاره از پنج ستاره را می‌دهد.